# Trương Lỗ Nhất
Trương Lỗ Nhất (tiếng Trung: 张鲁一, phiên âm: Zhāng Lǔyī, tên tiếng Anh: Edward Zhang, sinh ngày 7 tháng 6 năm 1980) là một đạo diễn, diễn viên người Trung Quốc.

## Tiểu sử
Anh tốt nghiệp khoa Đạo diễn của Học viện Hý kịch Trung Ương hạng 99 và có bằng Thạc sĩ Nghệ thuật (MFA) Đại học Bắc Kinh vào năm 2011. Anh ấy đã có một vài vai nhỏ trong điện ảnh và truyền hình trước khi gây chú ý với vai diễn trong bộ phim truyền hình Hồng Sắc vào năm 2014. Kể từ đó, anh ấy đã đóng các vai chính trong một số phim điện ảnh và truyền hình bao gồm Hiến thân của nghi can X, Hãy nhắm mắt khi anh đến và Ma Tước.

## Danh sách phim

### Phim điện ảnh
| Năm  | Tên                            | Tên tiếng Trung       | Vai diễn                      | Ghi chú                                            |
| ---- | ------------------------------ | --------------------- | ----------------------------- | -------------------------------------------------- |
| 2012 | Tình Yêu •Lộng Lẫy             | 爱·璀璨               | Sài Thanh                     | Phim ngắn                                          |
| 2013 | Đầu Bếp, Diễn Viên Và Lưu Manh | 厨子戏子痞子          | Bạch Xuyên                    | [ 5 ]                                              |
| 2014 | Thời Đại Hoàng Kim             | 黄金时代              | Mao Thuẫn                     | [ 6 ]                                              |
| 2014 | Tình Yêu Thời Công Nghệ        | 微爱之渐入佳境        | Hoàng Tiểu Qua                | [ 7 ]                                              |
| 2016 | Lão Pháo Nhi                   | 老炮儿                | Cảnh sát                      | Khách mời (Cảnh đã bị xóa trong phiên bản Đại lục) |
| 2017 | Hiến Thân Của Nghi Can X       | 嫌疑人X的献身         | Thạch Hoằng                   | [ 9 ]                                              |
| 2017 | Yêu Miêu Truyện                | 妖猫传                | Hoàng đế Huyền Tông đời Đường | [ 10 ]                                             |
| 2021 | Lời Tâm Sự Dài                 | 漫长的告白 (Yanagawa) | Lập Đông                      | [ 11 ]                                             |

### Phim truyền hình
| Năm             | Phim                               | Tên tiếng Trung    | Vai diễn                      | Ghi chú |
| --------------- | ---------------------------------- | ------------------ | ----------------------------- | --- |
| 2006            | Chân Tình Vô Hạn Của Mẹ Kế         | 真情无限之继母     | A Phàm                        | |
| 2006            | Ngọc Khanh Tẩu                     | 玉卿嫂             | Liễu Kì Xương                 | |
| 2009            | Đại Quản Gia                       | 大管家             |                               | *chưa biết thông tin vai diễn* |
| 2013            | Mẹ Sẽ Kết Hôn                      | 娘要嫁人           | Đới Thế Lượng                 | [ 12 ] |
| 2013            | Hoả Tuyến, Ba Anh Em               | 火线三兄弟         | Cao Mộc                       | [ 13 ] |
| 2013            | Nữ Nhân Bang                       | 女人帮             | Diệp An (anh), Diệp Bình (em) | [ 14 ] |
| 2014            | Một Hầu Và Hai Chủ                 | 一仆二主           | Tư Kiến Quân                  | [ 15 ] |
| 2014            | Hồng Sắc                           | 红色               | Từ Thiên                      | [ 16 ] |
| 2014            | Oan Gia Đàm Phán                   | 谈判冤家           | Lý Miểu                       | [ 17 ] |
| 2014            | Tuyệt Địa Sang Vương               | 绝地枪王           | Tiền Nguyên Giai Ngạn         | [ 18 ] |
| 2015            | Mã Thượng Thiên Hạ                 | 马上天下           | Trần Thu Thạch                | [ 19 ] |
| 2015            | Hãy nhắm mắt khi anh đến           | 他来了, 请闭眼     | Tạ Hàm                        | [ 20 ] |
| 2015            | Vợ Tôi Sinh Năm 1980               | 我的老婆人是八零后 | Du Chí Hằng                   | [ 21 ] |
| 2015            | Loạn Thế Thư Hương                 | 乱世书香           | Từ Thư Thành                  | [ 22 ] |
| 2016            | Mười Năm Đẹp Nhất Của Chúng Ta     | 我们最美好的十年   | Luật sư Trương                | Khách mời |
| 2016            | Trận Chiến Bình Minh               | 黎明之战           | Nhạc Tiểu Bạch                | [ 23 ] |
| 2016            | Chiến Trường Phía Đông             | 东方战场           | Phổ Nghi                      | [ 24 ] |
| 2016            | Lão Cửu Môn                        | 老九门             | Ngô Lão Cẩu                   | [ 25 ] |
| 2016            | Cửu Châu: Thiên Không Thành        | 九州天空城         | Cơ Khu                        | [ 26 ] |
| 2016            | Ma Tước                            | 麻雀               | Tất Trung Lương               | [ 27 ] |
| 2018            | Nhà Yêu Nước                       | 爱国者             | Tống Yên Cao                  | [ 28 ] |
| 2019            | Lần Thứ Hai Cũng Rất Đẹp           | 第二次也很美       | Hứa Lãng                      | [ 29 ] |
| 2019            | Luật Sư Ưu Tú                      | 精英律师           |                               | Khách mời |
| 2020            | Thế Giới Mới                       | 新世界             | Thiết Lâm                     | [ 30 ] |
| 2020            | Đại Tần Phú / Đại Tần Đế Quốc 4    | 大秦帝国之天下     | Tần Thủy Hoàng                | [ 31 ] |
| 2021            | Thế Giới Này Không Dựa Vào Sắc Đẹp | 这个世界不看脸     | Liên Thắng                    | [ 32 ] |
| 2021            | Tiền Hành Giả                      | 前行者             | Mã Thiên Mục                  | [ 33 ] |
| 2022            | Bạn Đời Hoàn Mỹ                    | 完美伴侣           | Tôn Lỗi                       | [ 34 ] |
| 2022            | Tam Thể                            | 三体               | Uông Miểu                     | [ 35 ] |
| 2023            | Hoan Nhan                          | 欢颜               | Du Diệc Tú                    | |
| 2024            | Tạng Hải Hoa                       | 藏海花             | Ngô Tà                        | |
| 2024            | Hoa Nở Như Mộng                    | 花开如梦           | Trâu Kiệt                     | [ 36 ] |
| Chưa công chiếu | Tân Hải                            | 新海               |                               | Không thể phát sóng do diễn viên đóng cùng (luật cấm Hàn).                                                                                      |
| Chưa công chiếu | Nhiên Tình Đại Địa                 | 燃情大地           | Mã Trung Thu                  | Đã chiếu đài (nội địa) vào năm 2021 và được cấp phép chiếu mạng vào cuối năm 2021 nhưng không thể phát sóng do scandal của diễn viên đóng cùng. |
| Chưa công chiếu | Hoàng Hôn Trên Sông                | 长河落日           | Lâm Sâm                       | [ 39 ] |

### Gameshow
| Năm  | Chương trình                         | Ghi chú                       |
| ---- | ------------------------------------ | ----------------------------- |
| 2015 | Cùng Nhau Xuất Phát (一起出发)       | Tập 151115 (ngày 15/11/2015). |
| 2018 | Thanh Lâm Kì Cảnh (声临其境)         | Tập 11.                       |
| 2019 | Làm Mới Cố Cung mùa 2 (上新了·故宫2) | Tập 1, 3, 5, 6, 7, 8, 10.     |
| 2020 | Làm Mới Cố Cung mùa 3 (上新了·故宫3) | Tập 1.                        |

### Sitcom
| Năm  | Chương trình                           | Vai trò                     | Ghi chú |
| ---- | -------------------------------------- | --------------------------- | --- |
| 2015 | Cách Để Yêu Thương Gia Đình (恋家有方) | Host (MC, dẫn chương trình) | Tập 201510_12, 201510_13, 201510_19, 201510_22, 201510_26, 201510_27, 201511_16, 201511_29, 201511_30, 201512_06, 201512_07, 201512_08, 201512_09, 201512_10, 201512_15, 201512_15, 201512_16, 201512_17, 201512_20, 201512_27, 201512_29, 201512_30. |

### Kịch
| Năm         | Tên                                               | Tên tiếng Trung            | Vai trò  | Ghi chú                                                                              |
| ----------- | ------------------------------------------------- | -------------------------- | -------- | ------------------------------------------------------------------------------------ |
| Chưa rõ năm | Thiên Thần Hoang Dã                               | 野安琪儿                   |          |                                                                                      |
| Chưa rõ năm | Tư Phàm Chi Hậu                                   | 思凡之后                   |          |                                                                                      |
| 2003        | Nhật Kí Của Annie                                 | 安妮日记                   |          | Dàn dựng tại nhà hát "Bắc Bình Mã Ti" ở Bắc Kinh (tháng 10).                         |
| 2003        | Cái Chết Bất Ngờ Của Một Kẻ Vô Chính Phủ          | 一个无政府主义者的意外死亡 |          | Biểu diễn tại nhà hát "4 tháng 5" ở Tây An (tháng 12).                               |
| 2004        | Vườn Anh Đào (Cherry Orchard)                     | 樱桃园                     |          | Dàn dựng tại nhà hát "Bắc Bình Mã Ti" ở Bắc Kinh (tháng 9).                          |
| 2004        | Phía Sau Cánh Cửa                                 | 门背后                     |          | Biểu diễn tại Nhà hát thử nghiệm Nghệ thuật Nhân văn Bắc Kinh (tháng 11).            |
| 2005        | Hổ Phách                                          | 琥珀                       |          | Công chiếu tại Hồng Kông (tháng 3).                                                  |
| 2006        | Ma Sơn                                            | 魔山                       |          | Được tổ chức tại Nhà thi đấu Thủ đô Bắc Kinh (tháng 1).                              |
| 2006        | Bậc Thầy Kiến Trúc                                | 建筑大师                   |          | Biểu diễn tại Nhà hát thử nghiệm Nghệ thuật Nhân văn Bắc Kinh (tháng 9).             |
| 2006        | Những Ngày Sống Chung Với Nữ Tiếp Viên Hàng Không | 與空姐同居的日子           | Đạo diễn | Được dàn dựng tại Nhà hát Tiên phong Phương Đông, Bắc Kinh (tháng 12).               |
| 2007        | Diễm Ngộ                                          | 艳遇                       |          | Được dàn dựng tại Nhà hát Bảo Lợi, Bắc Kinh (tháng 3).                               |
| 2008-2010   | Hổ Phách                                          | 琥珀                       |          | Được dàn dựng tại Nhà hát Bảo Lợi, Bắc Kinh và Nhà hát lớn Quốc gia (3/2008-3/2010). |

## Giải thưởng và Đề cử
| Năm  | Giải thưởng                                 | Hạng mục                          | Phim         | Kết quả   | Ref.   |
| ---- | ------------------------------------------- | --------------------------------- | ------------ | --------- | ------ |
| 2017 | Lễ trao giải Diễn viên Trung Quốc lần thứ 4 | Nam diễn viên chính xuất sắc nhất | —            | Đoạt giải | [ 40 ] |
| 2020 | Giải Bạch Ngọc Lan lần thứ 26               | Nam diễn viên phụ xuất sắc nhất   | Thế Giới Mới | Đề cử     | [ 41 ] |